# Ичеснер-Атаево
Ичеснер-Атаево (чув. Çĕнĕ Атайкасси) — деревня Урмарского района Чувашской Республики Российской Федерации. В рамках организации местного самоуправления входит с 2023 года в Урмарский муниципальный округ. До 2023 года — в составе Шоркистринского сельского поселения.

## География
Расположена в северо-восточной части региона, в пределах Чувашского плато.

### Климат
В деревне, как и во всём районе, климат умеренно континентальный с продолжительной холодной зимой и довольно тёплым сухим летом. Средняя температура января −13 °C; средняя температура июля 18,7 °C. За год выпадает в среднем 400 мм осадков, преимущественно в тёплый период. Территория относится к I агроклиматическому району Чувашии и характеризуется высокой теплообеспеченностью вегетационного периода: сумма температур выше +10˚С составляет здесь 2100—2200˚.

## История
Деревня в XIX веке появилась, как выселок деревни Атаево (ныне не существует). В 1931 году образован колхоз «Сталь».

### Административно-территориальная принадлежность
С XIX века находилась в составе Яниково-Шоркисринской волости Цивильского уезда, с 1927 в составе Урмарского района.
Входила (с 2004 до 2023 гг.) в состав Шоркистринского сельского поселения муниципального района Урмарский район. К 1 января 2023 года обе муниципальные единицы упраздняются и деревня входит в Урмарский муниципальный округ.

## Население
| 2010 | 2012 | 2015 |
| ---- | ---- | ---- |
| 81   | ↗85  | ↘77  |

Население — преимущественно чуваши.

## Инфраструктура
Личное подсобное хозяйство.
Основа экономики — сельское хозяйство.

## Транспорт
Деревня доступна автотранспортом.

## Известные жители
- Захарова, Светлана Владимировна (род. 15 сентября 1970, Ичеснер-Атаево) — российская легкоатлетка. Участница марафонов и Олимпийских игр. Заслуженный мастер спорта РФ (2005).
- Валерий Николаевич Федо́тов (р. 23.1.1969, Ичеснер-Атаево) — советский и российский легкоатлет. Мастер спорта СССР (1991) и мастер спорта России международного класса (1993) по лёгкой атлетике. Победитель Кубка России (1997) по марафонскому бегу.